# Театър „Джакоза“
Театър „Джакоза“ (на итал. Teatro Giacosa) е главният театър в град Ивреа, Пиемонт, Северна Италия.

## История
През 1829 г. общинската администрация на Ивреа поверява на архитекта Маурицио Стореро задачата да проектира нов градски театър. Стореро избира да се придържа към модела, практиката по онова време, на т. нар. „Театър по италиански“, състоящ се от зала с форма на подкова с насложени подиуми, разпределени на три нива и увенчани с галерия. Работите се провеждат между 1833 и 1834 г. и изваждат наяве сграда с неокласическа фасада с голям правоъгълен фронтон, в който е изрисуван гербът на града. Фреските на тавана, частично запазени и до днес, изобразяващи музите и Юпитер на триумфалната колесница, са дело на Джузепе Бора, докато основната завеса и някои сценарии от Луиджи Вака и Франко Севеси – художници, свързани със Савойския двор.
Градският театър е открит тържествено на 5 юли 1834 г., съвпадайки с патронния празник на Свети Савин, с три оперни представления: Ромео и Жулиета, Младостта на Хенри IV от Никола Вакай и Новия Фигаро от Луиджи Ричи.
Оттогава театърът е домакин на различни прозаични, оперни, танцови и оперетни трупи, посрещайки множество велики личности на италианския театър в началото на 19 и 20 век, включително Густаво Модена, Елеонора Дузе и Ермете Новели.
По предложение на писателя Салватор Гота през 1922 г. Градският театър е кръстен на Джузепе Джакоза със спектакъл, изнесен на 30 ноември.
През 1930-те г. театърът претърпява различни ремонти и дори е затворен в периода 1896 - 1897 г., като по този начин изпада във фаза на упадък както от гледна точка на условията на средата, така и от художествена гледна точка. Сградата е в такова непоправимо състояние, че е обявена за негодна през 1942 г. и дори е използвана като военен склад, като по този начин остава затворена до 1958 г.; през тази година Адриано Оливети, собственик на известната компания „Оливети“ и по това време също кмет на Ивреа, го връща на гражданите след много бърза реставрационна намеса, откривайки го отново на 13 декември същата година с концерт на Симфоничния оркестър на Торино от RAI.
В продължение на около 25 години театърът преживява интензивна артистична дейност, виждайки преминаването на първокласни артисти като Тино Буацели, Аролдо Тиери, Валерия Морикони, Валентина Кортезе, Дарио Фо, Раф Валоне, Адриана Асти, Салво Рандоне, Франко Паренти, Корадо Пани, Джорджо Албертаци, Анна Проклемер и Франко Бранчиароли. През 1967 г. е домакин на конференцията на Италианския театрален неоавангард.
Въвеждането на нови разпоредби относно безопасността на обществените места отново доведе до затварянето на театъра, състояние, което продължи до 1998 г. поради причини, свързани с увеличаването на разходите за работите и с политически и административни трудности.
След това театърът отново отваря врати през сезон 1999-2000 г., като отново се утвърждава като един от най-активните и иновативни граждански театри в целия Пиемонт.